# Уолдинг, Джозеф
Джозеф Альберт (Джо) Уолдинг (англ. Joseph Albert (Joe) Walding, июнь 1926, Крайстчерч, доминион Новая Зеландия — 5 июня 1985, Лондон, Великобритания) — новозеландский государственный деятель, и. о. министра иностранных дел Новой Зеландии (1974).

## Биография
Служил в торговом флоте, работал плотником, затем перешёл в бизнес своей матери в сфере производства продуктов питания.
- 1959—1967 гг. — член городского совета Палмерстона-Норт,
- 1967—1975 и 1978—1981 гг. — депутат Палаты представителей страны,
- 1972—1975 гг. — министр внешней торговли, министр спорта и туризма,
- 1972—1974 гг. (одновременно) — министр по охране окружающей среды,
- 1974 г. — и. о. министра иностранных дел Новой Зеландии.

С 1984 г. — Верховный комиссар (посол) в Великобритании.